# Вахтмайстер, Розина
Розина Вахтмайстер (нем. Rosina Wachtmeister; род. 7 января 1939, Вена) — австрийская художница-анималист. Известна изображениями разноцветных кошек в «наивном» стиле.

## Биография и творчество
Розина Вахтмайстер родилась в 1939 году в Вене. Её детство прошло в Аттерзе. Когда Розине было 14 лет, семья переехала в Бразилию и поселилась в Порту-Алегри. С 1955 по 1961 год Розина посещала Школу изобразительных искусств, где в числе прочего научилась изготовлению марионеток и начала зарабатывать этим на жизнь. Кроме того, она принимала участие в различных выставках, в том числе в Салвадоре. Затем, под эгидой Музея современного искусства в Сан-Паулу, её работы — коллажи, скульптуры и мобили — демонстрировались в разных странах мира. Впоследствии Розина вышла замуж за итальянца Паоло Риссоне, и в 1960 году у неё родилась дочь Габриэлла. В 1967 году они переехали в Рим.
Именно в Италии Вахтмайстер начала рисовать животных, в первую очередь стилизованных разноцветных кошек, которые сделали её знаменитой. Отличительной чертой их легко узнаваемого облика стала голова в форме полумесяца. Кошки Розины Вахтмайстер приобрели огромную международную популярность, и сувенирная продукция с их изображениями принесла художнице немалое состояние. На протяжении многих лет Вахтмайстер сотрудничала с фарфоровой фабрикой Goebel, выпускающей продукцию по мотивам её работ. Фарфоровые кошки Вахтмайстер, каждая из которых имеет собственное имя, являются объектами коллекционирования.
Помимо кошек, излюбленными темами художницы являются растения, ангелы и музыканты. В поздние годы она обратилась к абстрактному искусству. В числе художников, оказавших на неё влияние, Вахтмайстер называет Хундертвассера, Ники де Сен-Фалль, Жана Тенгели и пр.
Доход от продажи её работ позволил Розине Вахтмайстер приобрести большой участок земли в итальянском городке Капена, где она поселилась в 1974 году. Она приобрела также два дома и бывшую церковь и создала огромный сад площадью 40 000 м2, населённый различными животными и птицами, включая павлинов, аистов, пеликанов, кур, гусей, собак и около двух десятков кошек. Вахтмайстер также заботится о бездомных кошках Капены, которых официально зарегистрировала как охраняемую колонию и за которых несёт личную ответственность. Кроме того, она создала в Капене приют для бродячих собак. В дар городу художница преподнесла ряд скульптур и скамеек с мозаичным оформлением.
В 2003 году, объявленном годом Библии, была издана Библия с иллюстрациями Вахтмайстер. В 2019 году о художнице был снят тридцатиминутный фильм «Katzen für Millionen. Die Welt der Rosina Wachtmeister» («Кошки для миллионов. Мир Розины Вахтмайстер»).